# Mario de la Cueva
Mario de la Cueva y de la Rosa (Ciudad de México, 1901 - 1981) fue un académico y jurista mexicano, rector de la Universidad Nacional Autónoma de México (UNAM) de 1940 a 1942.

## Carrera
Realizó sus estudios preparatorianos en el Colegio Francés. Posteriormente ingresó a la Escuela Nacional de Jurisprudencia de donde obtuvo el título de abogado. Impartió cátedra desde 1929 en la Escuela Nacional de Jurisprudencia y desde su fundación en la Escuela Nacional de Economía.
En agosto de 1938, el rector Gustavo Baz lo nombra secretario general de la UNAM y al concedérsele licencia indefinida al doctor Baz para separarse de su encargo, De la Cueva es nombrado rector provisional para concluir el periodo hasta 1942.
Dos años después forma parte de la Junta de exrectores que provisionalmente dirigió la Universidad y en 1951 es nombrado director de la Facultad de Derecho.
En 1961 el rector Ignacio Chávez lo designó Profesor Emérito de la Facultad de Derecho. En atención a sus méritos le fue otorgado el Doctorado honoris causa por la UNAM y por la Universidad de San Carlos de Guatemala. Recibió el Premio Nacional de Ciencias y Artes en el área de Historia, Ciencias Sociales y Filosofía en 1978.

## RevistaTierra Nueva
En 1939, como secretario general de la universidad, Mario de la Cueva le propone a Jorge González Durán, quien en ese entonces era estudiante de la Facultad de Filosofía y Letras, la creación de una revista literaria universitaria. Esta publicación se llamaría Tierra Nueva, con el primer número publicado en enero de 1940 y editada por el mismo González Durán, junto con Leopoldo Zea, José Luis Martínez, y Alí Chumacero.

| Predecesor: Gustavo Baz Prada | Rector de la Universidad Nacional Autónoma de México 1940 - 1942 | Sucesor: Rodulfo Brito Foucher |